# Aethes prangana
Aethes prangana es una especie de polilla del género Aethes, categorizada en la tribu Cochylini, de la subfamilia Tortricinae.

## Distribución
Se distribuye por Rusia.

## Taxonomía
Fue descrita por Kennel en 1900 y publicada en (Conchylis), Dt. ent. Z. Iris 13: 130.